# İoanna Kuçuradi
İoanna Kuçuradi (* 4. Oktober 1936 in Istanbul) ist eine türkische Philosophin. Sie ist Präsidentin der Philosophischen Gesellschaft der Türkei und Professorin an der Maltepe-Universität.

## Leben
Kuçuradi wurde 1936 in Istanbul geboren. Ihre Vorfahren sind Istanbul-Griechen. Das bedeutet, dass ihre Familie nach dem Bevölkerungsaustausch zwischen der Türkei und Griechenland im Jahr 1922, im Rahmen der Minderheitenvereinbarungen, in Istanbul bleiben durften. Nach dem Abitur am Griechischen Mädchengymnasium Zappeion in Istanbul im Jahr 1954 studierte sie an der Universität Istanbul Philosophie und schloss das Studium 1959 ab. Bis 1965 promovierte sie an derselben Universität. Anschließend arbeitete Kuçuradi dort als wissenschaftliche Mitarbeiterin. 1970 war sie Mitbegründerin und später Leiterin des Fachbereichs Philosophie an der Hacettepe-Universität. 1978 erhielt sie einen Lehrstuhl für Philosophie. 1997 gründete Kuçuradi das Zentrum für Erforschung und Anwendung der Philosophie der Menschenrechte an der Universität.
Sie ist seit 1998 Mitglied der Türkischen UNESCO-Kommission im Fachausschuss „Sozial- und Humanwissenschaften“.  Von 1998 bis 2003 war Kuçuradi Präsidentin der Fédération Internationale des Sociétés de Philosophie und organisierte den 21. Weltkongress der Philosophie in Istanbul im Jahr 2003.
Seit 2006 lehrt Kuçuradi Philosophie an der Maltepe-Universität und ist dort Leiterin des Zentrums für die Erforschung und Anwendung der Menschenrechte der Universität. Sie ist Inhaberin eines UNESCO-Lehrstuhls für Philosophie und Menschenrechte.

## Veröffentlichungen als Autorin und Herausgeberin (Auswahl)
- Schopenhauer ve Insan. Yankı Yayınları, Istanbul 1968
- İnsan ve değerleri. Yankı yayınları, Istanbul 1971
- Sanata felsefeyle bakmak. Şiir-Tiyatro, Ankara 1979
- Çağın olayları arasında. Ayraç, Ankara 1997
- Ethics of the professions: medicine, business, media, law. Springer, Berlin/Heidelberg 1999
- The idea and the documents of human rights. (= Ideas underlying world problems, Band 3), Editions of the Philosophical Society of Turkey for the International Federation of Philosophical Societies, Ankara 1995
- Yüzyılımızda İnsan Felsefesi: Takiyettin Mengüşoğlu'nun anısına. Türkiye Felsefe Kurumu, Ankara 1997
- Human rights: concepts and problems. Lit, Zürich 2013
- Human rights in Turkey and the world in the light of fifty-year experience. Hacettepe University, Centre for Research and Application of Philosophy of Human Rights, Hacettepe University, Ankara 2002
- Ahlak metafiziğinin temellendirilmesi. Türkiye Felsefe Kurumu, Ankara 1995

## Auszeichnungen
- 1996: Goethe-Medaille
- 1996: Ehrendoktor der Universität Kreta
- 1996: Preis der Türkischen Akademie der Wissenschaften
- 2000: Ehrendoktor der Universität Ricardo Palma, Lima
- 2000: Preis für Pressefreiheit des Journalistenverbandes der Türkei
- 2001: Großes Verdienstkreuz des Verdienstordens der Bundesrepublik Deutschland
- 2003: Mustafa-N.-Parlar-Preis für wissenschaftliche Leistungen
- 2003: Aristoteles-Medaille der UNESCO